# Quintanaélez
Quintanaélez è un comune spagnolo di 49 abitanti situato nella comunità autonoma di Castiglia e León.

## Località
Il comune, oltre al capoluogo omonimo, comprende le seguenti località:
- Marcillo
- Quintanilla cabe Soto
- Soto de Bureba